# Callipseustes trisecta
Callipseustes trisecta là một loài bướm đêm trong họ Geometridae.